# Мара (Сардиния)
Ма́ра (итал. и сард. Mara) — коммуна в Италии, располагается в регионе Сардиния, в провинции Сассари.
Население составляет 808 человек (2008 г.), плотность населения составляет 43 чел./км². Занимает площадь 19 км². Почтовый индекс — 7010. Телефонный код — 079.
Покровителем населённого пункта считается святой Иоанн Креститель, празднование 24 июня.

## Демография
Динамика населения:

## Администрация коммуны
- Официальный сайт: http://www.comune.mara.ss.it